# Волга (станция метро)
«Во́лга» — перспективная (планируемая) конечная станция Сормовско-Мещерской линии Нижегородского метрополитена, которая будет располагаться за действующей станцией «Стрелка». Открытие станции ожидалось в 2024 году, но в конце 2019 года была утверждена программа комплексного развития транспортной инфраструктуры Нижнего Новгорода до 2030 года, куда станция не вошла. Название станция получила благодаря близости к одноимённой реке. Станет второй станцией метро на территории микрорайона Мещерское Озеро.

## История
В июне 1980 года на совещании в институте «Горьковметропроект», утвердили план, согласно которому, первая линия, тогда ещё Автозаводско-Мещерская, должна была продлиться от Московского вокзала до жилого массива у Мещерского озера. По проектам 1982 года должны были появиться 3 станции «Мещерская» («Стрелка»), «Мещерское озеро» и «Волга». В конце 1980-х годов участок «Московская — Волга» перешёл в состав Сормовской линии. Строительство участка от станции «Московская» до Мещерского озера началось в 1993 году от станции «Ярмарка», но в 1996 году оно было прекращено, из-за проблем с финансированием и в связи с переключением приоритетов на строительство метромоста для продления Автозаводской линии до станции «Горьковская».
Согласно Генеральному плану развития Нижнего Новгорода до 2025 года мещерское направление Сормовской линии, включающее «Ярмарку» и следующие за ней станции, являлись седьмым участком по приоритету. Наибольший приоритет был отдан строительству в Нагорной части (станции «Оперный театр» и «Сенная»), а также продолжению Сормовско-Мещерской линии (станции «Варя» и «Сормовская»).
Перспективы строительства станции «Ярмарка» оставались неясными: либо проект будет отменён, либо «Ярмарка» будет станцией-призраком. В июле 2012 года было решено отказаться от её строительства, а также от станции «Мещерское озеро», в пользу «Стрелки» и «Волги» в связи со сложностями транспортной развязки и близостью к Канавинскому мосту.
27 ноября 2019 года была утверждена новая программа комплексного развития транспортной инфраструктуры Нижнего Новгорода до 2030 года, куда станция «Волга» не вошла.

## О станции
Станция спроектирована однопролётной мелкого заложения с одной островной платформой. Она должна была располагаться в Канавинском районе под улицей Карла Маркса между пересечениями с улицами Пролетарской и Сергея Акимова. За станцией планировались оборотные тупики для оборота и отстоя подвижного состава.